# Móna
A Móna ír eredetű női név, jelentése: nemes, ugyanakkor a Mónika és a Ramóna beceneve is.

## Gyakorisága
Az 1990-es években szórványos név, a 2000-es években nem szerepel a 100 leggyakoribb női név között.

## Névnapok
- augusztus 31.[2]